# 沙特吕勒马谢
沙特吕勒马谢（法語：Châtelus-le-Marcheix，法語發音：[ʃatly lə maʁʃɛ]）是法国克勒兹省的一个市镇，属于盖雷区。

## 地理
沙特吕勒马谢（45°59'58"N, 1°36'28"E）面积43.2 平方千米，位于法国新阿基坦大区克勒兹省，该省份为法国中部省份，位于法國中央高原西北部，北起安德尔省和谢尔省，西接维埃纳省，南至科雷兹省，东临多姆山省，东北与阿列省接壤。
与沙特吕勒马谢接壤的市镇（或旧市镇、城区）包括：阿雷讷、塞魯、蒙布谢、穆里尤-维埃耶维尔、圣古索、圣皮埃尔谢里尼亚、莱比朗日。

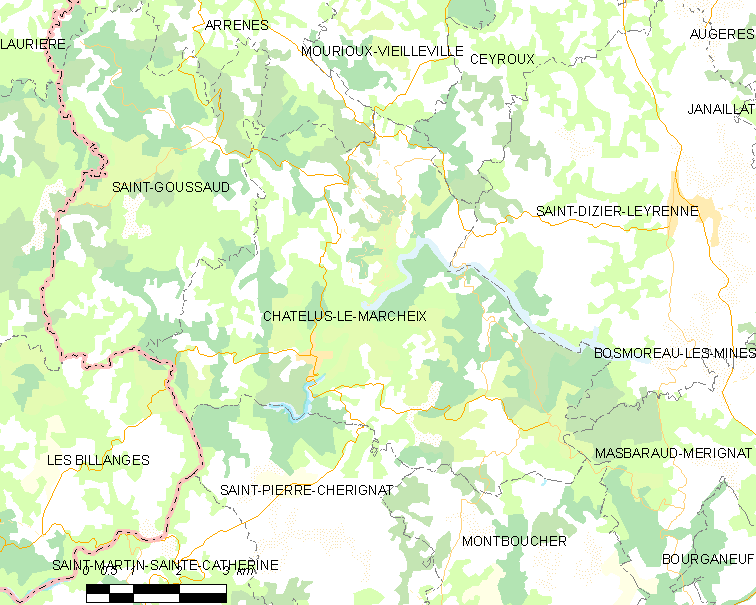
沙特吕勒马谢的OSM定位图

沙特吕勒马谢的时区为UTC+01:00、UTC+02:00（夏令时）。

## 行政
沙特吕勒马谢的邮政编码为23430，INSEE市镇编码为23056。

## 政治
沙特吕勒马谢所属的省级选区为勒格朗堡县。

## 人口

1962-2008年间沙特吕勒马谢人口变化图示

沙特吕勒马谢于2022年1月1日时的人口数量为310人。